# Parque Central (Kaliningrado)
El Parque Central de Kaliningrado (en ruso: Центральный парк; o bien Центральный парк Калининграда)  es un parque en Kaliningrado, Rusia. Era conocido como Luisenwahl mientras que fue parte de Königsberg, Alemania, hasta 1945.
Luisenwahl se encontraba en los barrios Mittelhufen y Amalienau del noroeste de Königsberg. Aparte de la casa señorial y una avenida de tilos, la finca original también contenía forjas y casas para los jornaleros. 
El parque fue cedido a la Unión Soviética después de la derrota de Alemania en la Segunda Guerra Mundial en 1945. El gobierno soviético expandió el lugar sobre los cementerios cercanos y le cambió el nombre después a Mijaíl Kalinin. Ahora es conocido simplemente como Parque central de Kaliningrado, y contiene monumentos del barón Munchausen y Vladímir Vysotski, así como parte de la arquitectura alemana de antes de la guerra.